# Camioneros de Coslada 2016
Questa voce raccoglie le informazioni riguardanti i Camioneros de Coslada nelle competizioni ufficiali della stagione 2016.

## LNFA Serie C 2016

### Playoff
| Las Rozas de Madrid 29 aprile 2016 | Las Rozas Black Demons | 20 – 8 | Camioneros de Coslada |  |

## LMFA11 2016

### Stagione regolare
| Coslada 6 novembre 2016, ore 12:00 | Camioneros de Coslada | 29 – 0 | Alcorcón Smilodons | Polideportivo Valleaguado |

| Rivas-Vaciamadrid 19 novembre 2016, ore 16:00 | Osos de Rivas | 17 – 20 | Camioneros de Coslada | Estadio de Atletismo Ciudad de Rivas |

### Playoff
| Coslada 18 dicembre 2016, ore 11:30 | Camioneros de Coslada | 22 – 8 | Las Rozas Black Demons | Polideportivo Valleaguado |

## LMFA9 2016

### Stagione regolare
| Alcorcón 29 novembre 2015, ore 12:00 | Alcorcón Smilodons | 0 – 38 referto | Camioneros de Coslada | \| Arbitro: \| Lara \| |
| Arbitro:                             | Lara               |                |                       |                        |

| Coslada 20 dicembre 2015, ore 12:00 | Camioneros de Coslada | 43 – 0 referto | Tres Cantos Jabatos | Polideportivo Valleaguado\| Arbitro: \| Mondejar \| |
| Arbitro:                            | Mondejar              |                |                     |                                                     |

| Coslada 24 gennaio 2016, ore 12:00 | Madrid Capitals | 0 – 42 referto | Camioneros de Coslada | Polideportivo Valleaguado\| Arbitro: \| Nuez \| |
| Arbitro:                           | Nuez            |                |                       |                                                 |

| Coslada 14 febbraio 2016, ore 12:00 | Camioneros de Coslada | 35 – 0 referto | Majadahonda Wildcats | Polideportivo Valleaguado\| Arbitro: \| Mondejar \| |
| Arbitro:                            | Mondejar              |                |                      |                                                     |

| Coslada 28 febbraio 2016, ore 12:00 | Camioneros de Coslada | 62 – 0 referto | Arganda Blackhawks | Polideportivo Valleaguado\| Arbitro: \| Lara \| |
| Arbitro:                            | Lara                  |                |                    |                                                 |

| Madrid 9 aprile 2016, ore 17:00 | Toros de Madrid | 21 – 26 referto | Camioneros de Coslada | Centro Deportivo Municipal de Vicálvaro\| Arbitro: \| Mondejar \| |
| Arbitro:                        | Mondejar        |                 |                       |                                                                   |

| Guadalajara 24 aprile 2016, ore 17:00 | Guadalajara Stings | 0 – 53 referto | Camioneros de Coslada | \| Arbitro: \| Rojas \| |
| Arbitro:                              | Rojas              |                |                       |                         |

## Statistiche di squadra
| Competizione             | %Vittorie | In casa | In casa | In casa | In casa | In casa | In casa | In trasferta | In trasferta | In trasferta | In trasferta | In trasferta | In trasferta | Totale | Totale | Totale | Totale | Totale | Totale |
| Competizione             | %Vittorie | G       | V       | N       | P       | Pf      | Ps      | G            | V            | N            | P            | Pf           | Ps           | G      | V      | N      | P      | Pf     | Ps     |
| ------------------------ | --------- | ------- | ------- | ------- | ------- | ------- | ------- | ------------ | ------------ | ------------ | ------------ | ------------ | ------------ | ------ | ------ | ------ | ------ | ------ | ------ |
| LNFA-C Playoff           | .000      | 0       | 0       | 0       | 0       | 0       | 0       | 1            | 0            | 0            | 1            | 8            | 20           | 1      | 0      | 0      | 1      | 8      | 20     |
| LMFA11 Stagione regolare | 1.000     | 1       | 1       | 0       | 0       | 29      | 0       | 1            | 1            | 0            | 0            | 20           | 17           | 2      | 2      | 0      | 0      | 49     | 17     |
| LMFA11 Playoff           | 1.000     | 1       | 1       | 0       | 0       | 22      | 8       | 0            | 0            | 0            | 0            | 0            | 0            | 1      | 1      | 0      | 0      | 22     | 8      |
| LMFA9 Stagione regolare  | 1.000     | 3       | 3       | 0       | 0       | 140     | 0       | 4            | 4            | 0            | 0            | 159          | 21           | 7      | 7      | 0      | 0      | 299    | 21     |
| Totale                   | .909      | 5       | 5       | 0       | 0       | 191     | 8       | 6            | 5            | 0            | 1            | 187          | 58           | 11     | 10     | 0      | 1      | 378    | 66     |